# 第151師団 (日本軍)
第151師団（だいひゃくごじゅういちしだん）は、大日本帝国陸軍の師団の一つ。
太平洋戦争の末期、1945年（昭和20年）1月20日に帝国陸海軍作戦計画大綱が策定された結果、本土決戦に備えるべく急造が決定した54個師団の一つであり、そのうち第一次兵備として2月28日に編成された16個の沿岸配備師団の一つである。

## 師団概要

### 歴代師団長
- 白銀義方 中将：1945年（昭和20年）4月1日 - 終戦

### 参謀長
- 梅崎吉春 中佐：1945年（昭和20年）4月1日 - 終戦[1]

### 最終所属部隊
- 歩兵第433連隊（宇都宮）：米山靖正大佐
- 歩兵第434連隊（水戸）：遠藤典邦大佐
- 歩兵第435連隊（高崎）：山本茂雄中佐
- 歩兵第436連隊（宇都宮）：宇野修一中佐
- 第151師団噴進砲隊
- 第151師団速射砲隊
- 第151師団輜重隊
- 第151師団通信隊
- 第151師団兵器勤務隊
- 第151師団野戦病院